# Калдвеэ, Урмас
Урма́с Ка́лдвеэ (эст. Urmas Kaldvee; род. 20 ноября 1961, Вастселийна, Вырумаа) — эстонский биатлонист.

## Карьера
Большую часть своей карьеры провел в чемпионатах СССР по биатлону. В основную сборную союза не пробивался. После получения независимости Эстонии начал выступать за свою страну на первенствах мира и олимпийских играх. На своем первом чемпионате мира в 1992 году в Новосибирске Калдвееэ в компании Айво Удрасом, Хилара Захны и Калью Оясте завоевал бронзовую медаль в командной гонке. После окончания спортивной карьеры несколько лет работал на стройках в Германии, Финляндии и Швеции. Из-за экономического кризиса вынужден был вернуться в Эстонию и сейчас занимается вырубкой леса в Вастселийна в Вырумаа.
Его сын Марттен также стал биатлонистом и выступал за сборную Эстонии на чемпионатах мира и Олимпийских играх.